# باسكال كازانوفا
باسكال كازانوفا (بالفرنسية: Pascale Casanova)‏ هي باحثة فرنسية، ولدت في 14 فبراير 1959، وتوفيت في 29 سبتمبر 2018.

## وصلات خارجية
- باسكال كازانوفا على موقع أرشيف الشارخ.